# Чемпионат мира по шоссейным велогонкам 1968
Чемпионат мира по шоссейному велоспорту 1968 среди профессионалов проходил с 31 августа по 1 сентября 1968 года на Автодроме Энцо и Дино Феррари в итальянской Имоле, а среди любителей с 7 по 10 ноября 1968 года в Монтевидео (Уругвай) .

## Призёры
| Велогонка     | Золото                                                                        | Золото   | Серебро                                                                 | Серебро | Бронза                                                                          | Бронза  |
| ------------- | ----------------------------------------------------------------------------- | -------- | ----------------------------------------------------------------------- | ------- | ------------------------------------------------------------------------------- | ------- |
| Мужчины       |                                                                               |          |                                                                         |         |                                                                                 |         |
| Профессионалы | Витторио Адорни · Италия                                                      | 7ч27’39" | Херман Ван Спрингел · Бельгия                                           | + 9’50" | Микеле Данчелли · Италия                                                        | +10’18" |
| Любители      | Витторио Марчелли · Италия                                                    |          | Луис-Карлос Флорес · Бразилия                                           |         | Эрик Петтерсон · Швеция                                                         |         |
| Команды       | Швеция · Эрик Петтерсон · Гёста Петтерсон · Стуре Петтерсон · Томас Петтерсон |          | Швейцария · Бруно Хубшмид · Роберт Тальманн · Вальтер Бюрки · Эрих Шпан |         | Италия · Витторио Марчелли · Флавио Мартини · Джованни Брамуччи · Бенито Пигато |         |
| Женщины       |                                                                               |          |                                                                         |         |                                                                                 |         |
|               | Кети ван Остен-Хаге · Франция                                                 |          | Байба Цауне · СССР                                                      |         | Морена Тартаньи · Италия                                                        |         |

## Медальный зачет по странам
| Место | Страна     | Золото | Серебро | Бронза | Всего |
| ----- | ---------- | ------ | ------- | ------ | ----- |
| 1     | Италия     | 2      | 0       | 3      | 5     |
| 2     | Швеция     | 1      | 0       | 1      | 2     |
| 3     | Нидерланды | 1      | 0       | 0      | 1     |
| 4     | Бельгия    | 0      | 1       | 0      | 1     |
| 4     | Швейцария  | 0      | 1       | 0      | 1     |
| 4     | Бразилия   | 0      | 1       | 0      | 1     |
| 4     | СССР       | 0      | 1       | 0      | 1     |
| итого | итого      | 4      | 4       | 4      | 12    |